# Małe Organy Myśliborskie

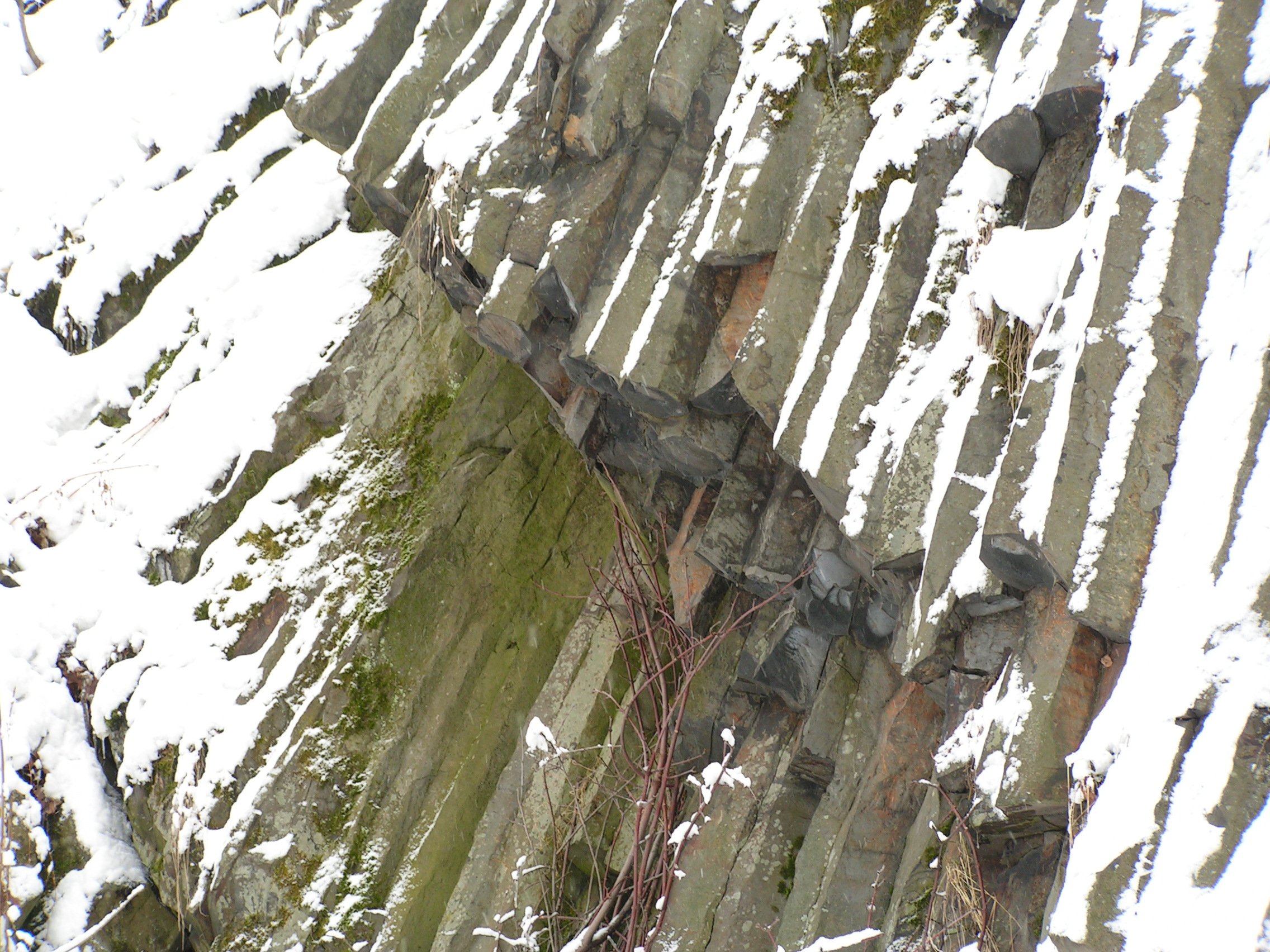
Struktura słupowa bazaltu

Małe Organy Myśliborskie – bazaltowy czop wulkanu (nek) z widocznymi ciosami słupowymi, pomnik przyrody nieożywionej na terenie Parku Krajobrazowego Chełmy. Znajduje się na wzgórzu Rataj (350 m n.p.m.), około kilometra od wsi Myślibórz (gmina Paszowice). Dojście szlakiem czerwonym.
Organy to sztuczne odsłonięcie bazaltów o wyraźnie widocznej strukturze słupowej. Wiek utworu szacuje się na 30 milionów lat. W nieczynnym kamieniołomie została odsłonięta środkowa część komina wulkanicznego, z zaznaczoną tylko jedną fazą aktywności wulkanicznej. Zakrzepła lawa tworzy słupy o średnicy do 30 cm, długie i wysmukłe. W części środkowej słupy są prawie pionowe, bliżej partii zewnętrznych nachylają się nieznacznie w stosunku do poziomu.
Na zboczu wzgórza Rataj zachowały się ślady wczesnośredniowiecznego grodziska i szczątki zamku z XIII w.